# Anopsicus bryantae
Anopsicus bryantae is een spinnensoort uit de familie trilspinnen (Pholcidae). De soort komt voor in Jamaica.